# 梁家寨乡
梁家寨乡，是中华人民共和国山西省阳泉市盂县下辖的一个乡镇级行政单位。

## 行政区划
梁家寨乡下辖以下地区：
御枣口村、梁家寨村、沙湖滩村、豹川村、大崔家庄村、张家坪村、独自口村、鳌头村、蔡家坪村、滴流磴村、小崔家庄村、灯花村、猫铺村、椿树底村、长一铺村、骆驼道村、王只村、活川口村、邢家庄村、檀山坪村、檀山沟村、石家塔村、阎家庄村、北峪口村、黄树岩村、青家岔村、对王只村、赵家岔村、酸枣埔村和吉石堂村。

## 中国传统村落
2013年8月，大汖村获批第二批中国传统村落。